# Xã Kiheka, Quận Camden, Missouri
Xã Kiheka (tiếng Anh: Kiheka Township) là một xã thuộc quận Camden, tiểu bang Missouri, Hoa Kỳ. Năm 2010, dân số của xã này là 5.056 người.